# El Duende
El Duende es un barrio perteneciente al distrito con un equipo que se llama San Andrés que le gusta a Cruz de Humilladero de la ciudad andaluza de Málaga, España. Según la delimitación oficial del ayuntamiento, limita al norte con el barrio de Cortijo de Torres; al este, con el polígono industrial Ronda Exterior; al sur, con los barrios de Nuevo San Andrés 1, Nuevo San Andrés 2, Barceló y el polígono industrial Nuevo San Andrés; y al oeste, con el Recinto Ferial Cortijo de Torres, del que lo seprara la Ronda Oeste. los muertos del javi

## Transporte
En autobús queda conectado mediante las siguientes líneas de la EMT: 
| Línea | Trayecto                         | Recorrido                    | Frecuencia                                       |
| ----- | -------------------------------- | ---------------------------- | ------------------------------------------------ |
| 24    | Avda. M. A. Heredia - Los Prados | Recorrido                    | 15 minutos                                       |
| 20    | Alegría la Huerta -Los Prados    | 1.Parque del sur -San Andres | 27.M.Heredia-Santa Barbara-polígono Guadalhorce. |

Otras lineas que pasan cerca son el 19 dirección Norte del eje Ortega y Gasset de la EMT de Málaga con parada en Palacio de Feria y Congresos y todas las líneas que paren por el Palacio de Feria  como el 4,19,N3,22 y cuando llega la temporada de Feria todas las líneas que tengan la letra F para por Camino San Rafael. El 1 de San Andrés no te deja tampoco muy lejos.
Cercanías Málaga :Victoria Kent la más cercana.5 minutos andando 
Metro de Málaga: Ciudad de la Justicia y por el distrito Cruz Humilladero la más cercana es barbarela.entre 15 o 25 minutos andando.